# Obowiązywanie prawa
Prawo może obowiązywać w następujących sensach:
- w sensie systemowym (formalnym)

W sensie systemowym obowiązuje to prawo, jakie uznaje się za obowiązujące zgodnie z oficjalnie przyjętą w danym państwie konwencją (formułą) tudzież które jest obowiązujące według niego samego albo prawa, jakie wcześniej zostało uznane za obowiązujące. 
- w sensie faktycznym (behawioralnym, socjologicznym, społecznym, objawowym, „realnym”)

W sensie faktycznym obowiązuje to prawo, jakie jest przez jego adresatów faktycznie (w znaczeniu rzeczywiście) przestrzegane i/lub przez organy władzy publicznej faktycznie stosowane/egzekwowane.
- w sensie aksjologicznym (merytorycznym)

W sensie aksjologicznym obowiązuje to prawo, jakie pozostaje w zgodzie z jakimś porządkiem aksjologicznym, wartościami, ocenami (np. moralnością).
- w sensie tetycznym

W sensie tetycznym prawem obowiązuje prawo, którego przestrzeganie (posłuch wobec którego) zapewnione jest groźbą użycia przymusu, ewentualnie autorytetem, jaki za nim – tym, kto je ustanowił lub kto czuwa nad stosowaniem się do niego – stoi.

## Aspekty (zakresy) obowiązywania prawa
- zakres terytorialny (przestrzenny) -  na jakim terytorium
- zakres czasowy (temporalny) - w jakim czasie
- zakres personalny (osobowy) - kogo
- zakres przedmiotowy - w jakich kwestiach/materiach[3].